# Stallone Limbombe
Stallone Limbombe Ekango (Mechelen, 26 maart 1991) is een Belgisch voetballer die meestal als vleugelaanvaller speelt.

## Carrière

### Jeugd
Limbombe speelde in de jeugd van KRC Genk waar hij samen speelde met Kevin De Bruyne en Arne Nilis. Hierna trok hij naar KAA Gent. PSV ontdekte hem vervolgens en trok hem aan. Hij speelde hier in het beloftenteam maar kon zich nooit doorzetten tot de eerste ploeg.

### Cultural Leonesa
In 2011 ging hij naar de Spaanse club Cultural Leonesa dat uitkomt in de Segunda División B. In 2012 mocht hij testen bij RCD Espanyol. Hij zou uiteindelijk twee seizoenen bij de Spaanse club spelen.

### KFC Oosterzonen
In de zomer van 2013 keerde hij terug naar België waar hij ging spelen voor derdeklasser KFC Oosterzonen. Hij maakte zijn debuut door op 15 augustus 2013 in de basis te starten in de wedstrijd tegen RU Wallonne Ciney. Hij zou uiteindelijk 1 seizoen bij Oosterzonen spelen en kwam in dit ene seizoen aan 20 wedstrijden.

### Antwerp FC
In de zomer van 2014 vertrok hij naar tweedeklasser Antwerp, de oudste club van het land. Hij maakte zijn debuut in de competitiewedstrijd tegen RFC Sérésien. In zijn eerste seizoen bij Antwerp speelde hij uiteindelijk 19 wedstrijden waarin hij 3 goals scoorde. In het seizoen 2016/17 kon hij met Antwerp de promotie naar Eerste Klasse afdwingen.

### KAA Gent
Op 24 mei 2018 stelde KAA Gent Stallone Limbombe voor als zomertransfer. Zo keerde hij terug naar de club waar hij eerder aan het werk was bij de jeugd. Hij tekende er een contract voor drie seizoenen.  Hij debuteerde er op 27 juli 2018 in de eerste competitiewedstrijd van het seizoen 2018/19, Standard-Gent, en maakte die wedstrijd ook zijn eerste doelpunt voor de Buffalo's (eindstand 3-2). Tijdens de wintermercato van datzelfde seizoen sprong een transfer (op uitleenbasis) naar de Turkse eersteklasser Ankaragücü in extremis af. Bij de start van het seizoen 2019/20 werd hij naar de B-kern verwezen. Eind augustus vond Gent toch een oplossing voor hem: Limbombe werd voor één seizoen verhuurd aan de Turkse tweedeklasser Giresunspor. Zo lang duurde de uitleenbeurt uiteindelijk niet, want op 31 januari 2020 trok Oud-Heverlee Leuven hem op definitieve basis aan.

### Oud-Heverlee Leuven
Vanwege knieproblemen en de vroegtijdige stopzetting van het seizoen vanwege de coronapandemie kon Limbombe pas op 2 augustus 2020 zijn officiële debuut maken voor OH Leuven: in de terugwedstrijd van de finalewedstrijd tegen Beerschot VA viel hij in de 71e minuut in voor Jérémy Perbet. Het was meteen ook zijn laatste officiële wedstrijd voor OH Leuven, want in het seizoen 2020/21 kwam hij geen minuut in actie in de Jupiler Pro League. In oktober 2020 werd hij zelfs naar de B-kern gestuurd.

### Lierse Kempenzonen
In mei 2021 ondertekende Limbombe een contract voor twee seizoenen bij Lierse Kempenzonen, de club waar zijn jongere broer Maxime in het seizoen daarvoor zijn profdebuut had gemaakt. Voor Limbombe werd het enigszins een terugkeer, want in het seizoen 2013/14 speelde hij bij KFC Oosterzonen, de voorloper van de club.

### Cyprus
Aan het einde van het seizoen 2021/22 verliet hij Lierse Kempzonen en ging spelen bij het Cypriotische NS Famagusta FC. In januari 2023 maakte hij de overstap naar tweedeklasser Othellos Athienou.

### Patro Eisden Maasmechelen
In februari 2024 geraakte bekend dat hij het team van Patro Eisden Maasmechelen onder leiding van Stijn Stijnen kwam versterken.

## Statistieken
| Seizoen         | Club               | Land             | Competitie         | Competitie | Competitie | Beker | Beker | Supercup | Supercup | Europees | Europees | Totaal | Totaal |
| Seizoen         | Club               | Land             | Competitie         | Wed.       | Dlp.       | Wed.  | Dlp.  | Wed.     | Dlp.     | Wed.     | Dlp.     | Wed.   | Dlp.   |
| --------------- | ------------------ | ---------------- | ------------------ | ---------- | ---------- | ----- | ----- | -------- | -------- | -------- | -------- | ------ | ------ |
| 2011/12         | Cultural Leonesa   | Vlag van Spanje  | Segunda División B | 24         | 2          | 0     | 0     | —        | —        | —        | —        | 24     | 2      |
| 2012/13         | Cultural Leonesa   | Vlag van Spanje  | Segunda División B | 13         | 0          | 0     | 0     | —        | —        | —        | —        | 13     | 0      |
| 2013/14         | KFC Oosterzonen    | Vlag van België  | Derde klasse B     | 20         | 0          | 2     | 0     | —        | —        | —        | —        | 22     | 0      |
| 2014/15         | Antwerp FC         | Vlag van België  | Tweede klasse      | 19         | 3          | 1     | 0     | —        | —        | —        | —        | 20     | 3      |
| 2015/16         | Antwerp FC         | Vlag van België  | Tweede klasse      | 29         | 5          | 2     | 0     | —        | —        | —        | —        | 31     | 5      |
| 2016/17         | Antwerp FC         | Vlag van België  | Tweede klasse      | 20         | 2          | 2     | 0     | —        | —        | —        | —        | 22     | 2      |
| 2017/18         | Antwerp FC         | Vlag van België  | Eerste klasse A    | 22         | 6          | 1     | 0     | —        | —        | —        | —        | 23     | 6      |
| 2018/19         | KAA Gent           | Vlag van België  | Eerste klasse A    | 24         | 4          | 2     | 2     | —        | —        | 2        | 0        | 28     | 6      |
| 2019/20         | → Giresunspor      | Vlag van Turkije | TFF 1. Lig         | 7          | 0          | 0     | 0     | —        | —        | —        | —        | 7      | 0      |
| 2019/20         | OH Leuven          | Vlag van België  | Eerste klasse B    | 1          | 0          | 0     | 0     | —        | —        | —        | —        | 1      | 0      |
| 2020/21         | OH Leuven          | Vlag van België  | Eerste klasse A    | 0          | 0          | 0     | 0     | 0        | 0        | 0        | 0        | 0      | 0      |
| 2021/22         | Lierse Kempenzonen | Vlag van België  | Eerste klasse B    | 25         | 4          | 2     | 1     | —        | —        | —        | —        | 27     | 5      |
| 2022/23         | NS Famagusta FC    | Vlag van Cyprus  | Protathlima Cyta   | 7          | 0          | 1     | 0     | —        | —        | —        | —        | 8      | 0      |
| 2022/23         | Othellos Athienou  | Vlag van Cyprus  | B' Kategoria       | 0          | 0          | 0     | 0     | —        | —        | —        | —        | 0      | 0      |
| Carrière totaal | Carrière totaal    | Carrière totaal  | Carrière totaal    | 179        | 22         | 10    | 2     | 0        | 0        | 2        | 0        | 191    | 24     |

Bijgewerkt op 24 december 2020.

## Trivia
- Stallone is de broer van profvoetballers Anthony, Bryan en Maxime Limbombe.